# Неізвєстний Микола Олександрович
Микола Олександрович Неізвєстний (1928, місто Одеса, тепер Одеської області — ?) — український радянський партійний діяч, 1-й секретар Одеського міського комітету КПУ, 2-й секретар Одеського обкому КПУ. Член Ревізійної комісії КПУ в 1966—1971 р. Кандидат у члени ЦК КПУ в 1971—1976 р. Депутат Верховної Ради УРСР 7—8-го скликань.

## Біографія
Народився у родині службовця. Трудову діяльність розпочав у 1942 році токарем одного із підприємств міста Іжевська Удмуртської АРСР. У 1945—1946 роках — інструктор Первомайського районного комітету ВЛКСМ міста Іжевська.
У 1946—1954 роках — в Радянській армії.
Член ВКП(б) з 1950 року.
У 1954 році працював інспектором із кадрів будівельного управління тресту «Укрторгбуд» в місті Одесі.
У 1954—1961 роках — інструктор Воднотранспортного районного комітету КПУ міста Одеси; інструктор Одеського обласного комітету КПУ; завідувач організаційного відділу Одеського міського комітету КПУ.
У 1961—1963 роках — директор Одеського механічного заводу.
У 1963—1964 роках — 1-й секретар Іллічівського районного комітету КПУ міста Одеси. У 1964 році — начальник управління кадрів, підготовки кадрів і навчальних закладів Чорноморського раднаргоспу в місті Одесі.
У грудні 1964 — 20 лютого 1970 року — 1-й секретар Одеського міського комітету КПУ.
19 лютого 1970 — квітень 1973 року — 2-й секретар Одеського обласного комітету КПУ. Звільнений із займаної посади на початку квітня 1973 року «за недоліки в роботі».

## Нагороди
- орден Трудового Червоного Прапора
- ордени
- медалі